# Деана Лесковар
Деана Лесковар (Београд, 14. децембра 1950) је српска драмска књижевница и сценаристкиња. Позната је по драмама „Слике жалосних доживљаја“ и „Три чекића (а о српу да и не говоримо)“. Пише и под псеудонимом Сара Коен.

## Биографија
Рођена је 14. децембра 1950. у Београду, где је завршила основну школу и гимназију. Дипломирала је 1975. на катедри за драматургију на Факултету драмских уметности у Београду.
Своју књижевну каријеру је започела 1971. са радио-драмом „У средини Џексон, а около гробље”. Драма је исте године награђена на годишњем конкурсу Радио Београда, а на истом конкурсу касније је награђена још три пута: „Авантуре Џека Трбосека” (1977), „Моја се тетка убола на кактус” (1978) и „Припусти ме к себи, Милунка, ко бога те молим” (1979). Радио-драме су јој превођење на немачки језик. У њима се бави најчешће тинејџерима.
Своју најпознатију драму „Слике жалосних доживљаја” објављује 1979. у часопису „Сцена“. У њој се предочава хроника трију генерација славонске породице Кромберг у распону од пола века. Драма носи поднаслов трилогија. Текст је награђен Гавелином наградом 1980. и Стеријином наградом за текст савремене драме 1981. Прво извођење ове трилогије било је у Атељеу 212 у Београду 27. децембра 1980. у режији Зорана Ратковића. Потом се комад играо у Српском народном позоришту у Новом Саду где је премијерно приказан 23. јануара 1981, у режији С. Унковског. А исте године је постављен и у Хрватском народном казалишту у Осијеку у режији М. Ојданића.

## Одабрана дела
- Радио-драма У средини Џексон, а около гробље (1971)
- Радио-драма Авантуре Џека Трбосека (1977)
- Радио-драма Моја се тетка убола на кактус (1978)
- Радио-драма Припусти ме к себи, Милунка, ко бога те молим (1979)
- Драма Слике жалосних доживљаја (1979)
- Сценарио за ТВ филм Зид смрти (1981)
- Сценарио Шпадијер један живот (1986)
- Сценарио Догодило се на данашњи дан (1987)
- Драма Три чекића, о српу да и не говоримо (1991)
- Сценарио за једну епизоду серије Отворена врата (1995)